# Wukro
Wukro – miasto w Etiopii, w regionie Tigraj. Według danych szacunkowych na rok 2015 liczy 45 200 mieszkańców.